# War Room (videojuego)
War Room es un videojuego programado por Robert S. Harris en 1983 para ColecoVision. Está basado en un sistema de defensa nuclear ficticio.

## Argumento
En War Room, las tensiones entre Estados Unidos y Rusia han aumentado hasta el punto de la guerra nuclear. El jugador controla un sistema similar a la Iniciativa de Defensa Estratégica. Una vez seleccionado el nivel de habilidad de 0-9, el jugador detectará oleadas de satélites de ataque en el radar nacional en la parte superior de la pantalla. El jugador guía un satélite alrededor de los Estados Unidos, se desplaza sobre los satélites enemigos y los destruye con un láser.